# Низкая (приток Чёрной)
Низкая (устар. Меревка) — река в России, протекает по Плюсскому и Струго-Красненскому районам Псковской области. Длина реки — 21 км.
Начинается из болота к востоку от деревни Вязка. Течёт по елово-берёзовым лесам на восток. Западнее малого озера Ольховец поворачивает на северо-запад, протекает через деревни Радовье и Овинец. Устье реки находится в 11 км по правому берегу реки Чёрной.
Основной приток — Чёрный — впадает слева.

## Данные водного реестра
По данным государственного водного реестра России относится к Балтийскому бассейновому округу, водохозяйственный участок реки — Нарва. Относится к речному бассейну реки Нарва (российская часть бассейна).
Код объекта в государственном водном реестре — 01030000412102000026932.